# 김도현 (1992년생 야구 선수)
김도현(金到賢, 1992년 10월 23일 ~ )은 전 KBO 리그 KT 위즈의 외야수이다.

## 넥센 히어로즈시절
2011년 시즌 퓨처스리그에서 56경기에 출전해 2할대 타율(122타수 30안타), 4홈런, 9타점을 기록했고, 엔트리 확대 이후 1군 경기에 출전해 3경기에서 8타수 4안타를 기록했다.

## SK 와이번스시절
2012년 KBO 리그 2차 드래프트를 통해 이적했다.

## 경찰 야구단시절
2014년 시즌 후에 입단하였다.

## SK 와이번스복귀
2016년에 복귀하였다.

## 두산 베어스시절
2018년 KBO 리그 2차 드래프트를 통해 이적하였다.

## KT 위즈시절
2020년에 입단하였다. 8월 15일 정식 선수로 전환됐다. 2021년 10월에 방출됐다.

## 출신 학교
- 광주서석초등학교
- 광주동성중학교
- 광주진흥고등학교

## 통산 기록
| 연도 | 팀명  | 타율  | 경기 | 타수 | 득점 | 안타 | 2루타 | 3루타 | 홈런 | 타점 | 도루 | 도실 | 볼넷 | 사구 | 삼진 | 병살 | 실책 |
| ---- | ----- | ----- | ---- | ---- | ---- | ---- | ----- | ----- | ---- | ---- | ---- | ---- | ---- | ---- | ---- | ---- | ---- |
| 2011 | 넥센  | 0.500 | 3    | 8    | 0    | 4    | 0     | 0     | 0    | 1    | 0    | 1    | 2    | 0    | 2    | 0    | 0    |
| 2012 | SK    | 0.000 | 3    | 3    | 0    | 0    | 0     | 0     | 0    | 0    | 0    | 0    | 0    | 0    | 3    | 0    | 0    |
| 2013 | SK    | 0.000 | 2    | 4    | 0    | 0    | 0     | 0     | 0    | 0    | 0    | 0    | 0    | 0    | 2    | 1    | 0    |
| 2014 | SK    | 0.083 | 7    | 12   | 0    | 1    | 0     | 0     | 0    | 0    | 0    | 0    | 0    | 1    | 3    | 1    | 0    |
| 통산 | 4시즌 | 0.185 | 15   | 27   | 0    | 5    | 0     | 0     | 0    | 1    | 0    | 1    | 2    | 1    | 10   | 2    | 0    |